# Marcela Benjumea
Marcela Benjumea Plazas (Bogotá, 13 de maig de 1971) és una actriu de cinema, teatre i televisió colombiana, filla del veterà actor Carlos Benjumea i germana d'Ernesto Benjumea.

## Biografia
És diplomada de l'Escola de Formació d'Actors del Teatro Libre. Va interpretar a Yamile Caicedo, la mare de Marbelle en la telenovel·la Amor sincero, emesa pel Canal RCN. Va ser la professora d'actuació del reality show Protagonistas de nuestra tele, emès pel mateix canal.

## Filmografia

### Televisió
| Any  | Títol                                    | Personatge                               |
| ---- | ---------------------------------------- | ---------------------------------------- |
| 2022 | Hasta que la plata nos separe            | Martha Patricia Roncancio "La Generala"  |
| 2022 | Primate                                  | Mailin                                   |
| 2022 | Juanpis González: la serie               | Martuchis                                |
| 2021 | 1977                                     |                                          |
| 2021 | La nieta elegida                         | Esther Daza                              |
| 2020 | El robo del siglo                        | Jackie Atehortua "Doña K"                |
| 2020 | Libertador                               | Nidia                                    |
| 2019 | Relatos Retorcidos: El palo del Ahorcado |                                          |
| 2019 | La Junta                                 | La profe sustituta                       |
| 2018 | La mamá del 10                           | Leonor Manrique                          |
| 2018 | Paraíso Travel                           | Leonor                                   |
| 2016 | Sala de urgencias 2                      | Lidia Pérez                              |
| 2016 | La niña                                  | Mireya Pinzón                            |
| 2015 | Diomedes, el cacique de la junta         | Madre de Claudia Viviana                 |
| 2015 | Sala de urgencias                        | Lidia Pérez                              |
| 2014 | La ronca de oro                          | Estrella Ulloa                           |
| 2014 | La tusa                                  | Gloria                                   |
| 2013 | La hipocondríaca                         | Esther                                   |
| 2011 | La traicionera                           | Mabel                                    |
| 2011 | La mirada de Sara                        | ?                                        |
| 2010 | Los caballeros las prefieren brutas      | Gladys                                   |
| 2010 | Amor sincero                             | Lizeth "Yamile" Caicedo Suárez de Medina |
| 2009 | Inversiones el ABC                       |                                          |
| 2009 | Regreso a la Guaca                       | María                                    |
| 2008 | Aquí no hay quien viva                   | Señora de Soto                           |
| 2007 | Pura sangre                              | Rosita Flores                            |
| 2007 | Mujeres asesinas                         |                                          |
| 2005 | El pasado no perdona                     | Sonia                                    |
| 2003 | La jaula                                 | Mireya                                   |
| 2002 | Francisco el Matemático                  | Sargento Margarita Ubaque                |
| 2000 | Se armó la gorda                         | Victoria Segura                          |
| 1997 | La mujer en el espejo                    | Ana Soler / Mariana Ferrer               |
| 1996 | O todos en la cama                       | Enriqueta                                |
| 1995 | Tiempos difíciles                        | Mafe                                     |

## Cinema
| Any  | Títol                             | Personatge         | Notes |
| ---- | --------------------------------- | ------------------ | ----- |
| 2018 | Amalia la secretaria              | Amalia Montoya     |       |
| 2015 | El cartel de la papa              |                    |       |
| 2015 | Sin mover los labios              | Gloria             |       |
| 2012 | La cara oculta                    | Forense            |       |
| 2011 | El Jefe                           | María Teresa       |       |
| 2008 | El Man, el superhéroe nacional    | La Vecina Chismosa |       |
| 2006 | Desayuno con el suicida           | Mireya             |       |
| 2006 | Dios los junta y ellos se separan | Señora Calle       |       |
| 2003 | Tres hombres tres mujeres         |                    |       |

## Teatre
| Any    | Títol                                     | Productora             |
| ------ | ----------------------------------------- | ---------------------- |
| 2019   | Contussas                                 | Teatro Casa Ensamble   |
| 2019   | La Invitación                             | Teatro Casa Ensamble   |
| 2011   | El Feo                                    | Teatro Libre           |
| 2007-8 | Contussas                                 | Tercer Timbre          |
| 2006   | Farsistas                                 | Tercer Timbre          |
| 2004   | El Inspector                              | Teatro Nacional        |
| 2003   | Match de Improvisación                    | Índice Teatro          |
| 2002   | Alicia en el País de las Maravillas       | Índice Teatro          |
| 2001   | Muchacho, no salgas                       | Índice Teatro          |
| 2000   | ¿Quién dijo miedo?                        | Índice Teatro          |
| 1999   | Venecia                                   | Teatro Nacional        |
| 1998   | Se necesita gente con deseos de progresar |                        |
| 1996   | Las trapacerías de Scapin                 | Índice Teatro          |
| 1995   | Alicia en el País de las Maravillas       | Índice Teatro          |
| 1994   | Tríptico                                  | Índice Teatro          |
| 1993   | Cresencio Salcedo, La Leyenda y la Música | Teatro Libre de Bogotá |
| 1991   | Cándido y los Incendiarios                | Teatro Libre de Bogotá |

## Premis i nominacions

### Premis TVyNovelas
| Any  | Categoria                             | Telenovel·la o Sèrie | Resultat   |
| ---- | ------------------------------------- | -------------------- | ---------- |
| 2018 | Mejor actriz de reparto de serie      | La niña              | Nominada   |
| 2011 | Millor actriu de repartiment de sèrie | Amor sincero         | Guanyadora |
| 1997 | Millor actriu revelació               | Tiempos Difíciles    | Guanyadora |

### Premis India Catalina
| Any  | Categoria                                            | Telenovel·la o sèrie | Resultat   |
| ---- | ---------------------------------------------------- | -------------------- | ---------- |
| 2022 | Millor actriu de repartiment de telenovel·la o sèrie | La nieta elegida     | Guanyadora |
| 2020 | Mejor actriz antagónica de telenovela o serie        | Relatos retorcidos   | Nominada   |
| 2017 | Millor actriu de repartiment de telenovel·la o sèrie | La niña              | Guanyadora |
| 2011 | Millor actriu protagonista de telenovel·la           | Amor sincero         | Guanyadora |
| 1997 | Millor actriu de repartiment de serie                | Tiempos difíciles    | Nominada   |

### Talento Caracol
| Any  | Categoria                    | Telenovel·la o sèrie | Resultat |
| ---- | ---------------------------- | -------------------- | -------- |
| 2015 | Millor actriu de repartiment | La ronca de oro      | Nominada |

### Premis Macondo
| Any  | Categoria                    | Pel·lícula           | Resultat   |
| ---- | ---------------------------- | -------------------- | ---------- |
| 2018 | Millor Actriu Principal      | Amelia la Secretaria | Guanyadora |
| 2017 | Millor actriu de repartiment | Sin mover los labios | Guanyadora |
| 2016 | Millor actriu de repartiment | El cartel de la papa | Nominada   |
| 2012 | Millor actriu de repartiment | El Jefe              | Nominada   |